# Trosia bicolor
Trosia bicolor is een vlinder uit de familie van de Megalopygidae. De wetenschappelijke naam van de soort is voor het eerst geldig gepubliceerd in 1883 door Möschler.